# Правые
Пра́выми в поли́тике (наиболее крайние формы называют ультрапра́выми или праворадика́льными) традиционно называются консервативные, реакционные и охранительные направления и идеологии. Правые идеологии обычно поддерживают сложившиеся правила, законы и социальную иерархию. Противоположностью правых являются левые.
Термины «правые» и «левые» возникли в начале Французской революции и касались расположения депутатов в парламенте. Сидевшие справа выступали преимущественно за сохранение Старого порядка (монархии, аристократии и государственной религии). Сидевшие слева выступали за учреждение республики, отмену сословного неравенства и отделение церкви от государства. Синонимами «правых» с тех пор стали понятия реакционер и консерватор.
В XIX веке в ряде парламентов европейских государств также консерваторы сидели справа, а реформаторы — слева.
К правым идеологиям традиционно относят консерватизм, христианскую демократию, национал-демократию, национал-либерализм, консервативный либерализм, экономический либерализм, правый популизм, правое либертарианство, классический либерализм, а к ультраправым — ультранационализм, фашизм (включая нацизм), супремасизм, социал-дарвинизм и т. д.
Родерик Штакельберг писал: «Чем в большей степени человек считает абсолютное равенство между всеми людьми желательным условием, тем левее он будет в идеологическом спектре. Чем в большей степени человек считает неравенство неизбежным или даже желательным, тем правее он будет».

## История
Истоки противоборства правых и левых политических сил прослеживаются в конфликтах плебеев и патрициев Рима, политической борьбе полисов Древней Греции, а также столкновениях народных и феодально-буржуазных коммун городов Европы.
Термины «правые» и «левые» впервые появились во французском Национальном собрании (1789—1791) времён революции. В нём возникли три направления: справа сидели фельяны — сторонники конституционной монархии; в центре сидели жирондисты — умеренные сторонники республики; слева сидели якобинцы, выступавшие за радикальные преобразования. Таким образом, изначально правыми называли тех, кто желал сохранить существующее положение (консерваторы), а левыми — тех, кто выступал за фундаментальные перемены (сторонники радикальных революционных действий).
До середины XIX века либералы, выступавшие как за политические свободы, так и за свободу предпринимательства, рассматривались как левые. Но с распространением промышленного производства левыми стали называть главным образом социалистов, провозглашавших борьбу за интересы рабочего класса. Правые же партии выражали интересы монархистов, легитимистов, землевладельцев и клерикалов.
В Российской империи правый лагерь условно делился на высший уровень (царь и его ближайшее окружение) и низший (националистические и черносотенные партии, союзы и организации, а также беспартийные приверженцы таких взглядов). Идеология правых партий и союзов включала следующие установки: господство православия, самодержавия и превосходство на территории Российской империи русского народа.
В XX веке появилась идеология фашизма, сочетавшая радикальный этатизм и отрицание демократии с критикой социального неравенства — не случайно партия Гитлера называлась Национал-социалистической рабочей партией. Фашистов традиционно относят к правым («крайне правым»), но они принципиально отличаются от либералов, которых относят к правым, поскольку либералы выступают за уменьшение участия государства в экономике, за снижение налогов и государственных расходов. Именно за такие убеждения классических либералов во второй половине XX века начали называть правыми, так как прежние традиционные правые (монархисты, клерикалы) утратили популярность.
В конце 1960-х годов во Франции появились «новые правые», которые, в отличие от «старых правых», поддерживали научный и технологический прогресс, но пытались создать новую современную идеологию, направленную против эгалитаризма и либерально-демократических идей, господствующих в европейской культуре со времён Просвещения.
Традиционное деление на левых и правых может неадекватно отражать реально существующий спектр мнений в обществе. Например, у человека могут быть убеждения, в одной области (например, в политической) считающиеся традиционными для «левых», а в другой (например, экономической) считающиеся «правыми». Ситуация ещё более осложняется размыванием программно-идеологических различий и политическим сближением традиционных партий в западных политических системах в последние 100 лет, взаимопроникновением и взаимообогащением различных систем взглядов. Существенно и то, что в посткоммунистических странах, и особенно странах постсоветских, понятия «правизны» и «левизны» нередко употребляются в смысле, противоположном принятому в странах с развитой демократической системой — так, в эпоху перестройки либералов и антикоммунистов часто именовали «левыми», а традиционных ортодоксальных коммунистов — «правыми».
По некоторым мнениям, двухполюсная политическая шкала («правые» и «левые») не позволяет достаточно корректно отразить взгляды как на роль государства в контроле за жизнью общества, так и на роль государства в обеспечении социального равенства; сторонниками этого мнения используется четырёхполюсная шкала (диаграмма Нолана), предложенная американским либертарианцем Дэвидом Ноланом в 1970 году:
- консерваторы (сторонники прагматизма, иерархичности, организованности и превосходства общества над личностью);
- либералы (сторонники индивидуализма, равенства и толерантности);
- либертарианцы (сторонники минимального вмешательства государства в жизнь общества);
- тоталитаристы (сторонники жёсткого контроля государства за жизнью общества и сторонники перераспределения доходов государством).